# Touhou Hisoutensoku
Touhou Hisoutensoku ~ Chōdokyū Ginyoru no Nazo wo Oe (яп. 東方非想天則 〜 超弩級ギニョルの謎を追え, То̄хо̄ Хісо̄тенсоку ~ Чьо̄докю̄ ґіньору но надзо о ое, досл. «Неймовірний східний закон природи ~ У гонитві за таємницею супердредноута Ґіньол») — гра 2009 року в жанрі файтинґ від Twilight Frontier і Team Shanghai Alice, може бути як окремою грою так і доповненням Scarlet Weather Rhapsody.

## Ігролад

Уцухо (ліворуч) використовує снаряд на Йому (праворуч)

Touhou Hisoutensoku залишилася вірною попередникам тим, що зберегла більшість базових систем та рухів IaMP. Кулі все ще є основною особливістю атак, ґрейз — ефективним способом ухилення, а зміна погоди впливає на матч. Крім того, Touhou Hisoutensoku додала кілька нових чарокарток та систему погоди для персонажів, щоб змінити хід битви. Touhou Hisoutensoku також, як і її попередник, забезпечує вбудовану підтримку багатокористувацьких ігор через Інтернет.
Персонажі з Scarlet Weather Rhapsody можна зробити грабельними в Touhou Hisoutensoku, якщо гравець має цю гру на тому ж комп'ютері. Переміщені персонажі мають нові рухи та новий переможний діалог в аркаді та двобої, хоча вони не мають сюжету, пов'язаного з Touhou Hisoutensoku.

### Система колоди карт
Здебільшого ідентична до Scarlet Weather Rhapsody, Touhou Hisoutensoku дозволяє гравцеві зібрати «колоду» з 20 карт. Карти стають доступними для використання в грі, коли гравець завдає або отримує шкоду. Нові карти можна отримати за допомогою різних дій (наприклад, перемоги над суперником).
Карти поділяються на три категорії: Системні карти, Карти навичок та Карти заклинань. Системні карти включають бомби (як і в IaMP, відкидає ворога назад), зміну погоди та інші різноманітні опції. Карти навичок покращують спеціальні атаки, щоб завдавати більше шкоди, дозволяють гравцеві отримувати альтернативні спеціальні атаки або і те, й інше. Карти заклинань — потужні атаки, які автоматично спрацьовують після активації. Правильне складання колоди карт відповідно до стилю гравця є ключем до опанування гри, оскільки колода обмежують те, що можуть робити персонажі під час матчу.
Відмінністю від Scarlet Weather Rhapsody є особисті Системні Карти, кожна з яких пов'язана з персонажем. Вони замінюють Системні Карти з Scarlet Weather Rhapsody.

### Погода
Погода змінюється під час матчу, що ставить перешкоди обом бійцям залежно від погоди, як зазначено нижче. У режимі історії немає погодних ефектів, на відміну від Scarlet Weather Rhapsody. У цій грі представлено п'ять додаткових погодних ефектів, а також модифікації деяких старих.
| Погода                               | Пов'язано з           | Ефект |
| ------------------------------------ | --------------------- | --- |
| Характер яп. 気質                    | Відсутній             | Немає ефекту, поки таймер не досягне 100. |
| Сонячно яп. 快晴                     | Рейму Хакурей         | Втечі з кута безкоштовні, вартість польоту вдвічі менша. |
| Мряка яп. 霧雨                       | Маріса Кірісаме       | Збільшення шкоди від чарокарток. |
| Хмарно яп. 曇天                      | Сакуя Ідзайой         | Зменшує вартість карти заклинань на 1; пришвидшує заповнення шкали заклинань. Ефект припиняється, якщо використано будь-яку карту.                          |
| Небесна блакить яп. 蒼天             | Йому Компаку          | Спец атаки можуть бути відмінені та переведені в інші спеціальні атаки. Кожна спеціальна атака, відмінена та переведена в іншу, коштує лише пів сфери духа. |
| Град яп. 雹                          | Аліса Марґатроїд      | Швидкість відновлення сфери духа подвоюється, збільшує пошкодження від куль в спеціальних атаках.                                                           |
| Весняний серпанок яп. 花曇           | Пачулі Нолідж         | Атаки ближнього бою можна ґрейзити, але це вартуватиме духу.                                                                                                |
| Густий туман яп. 濃霧                | Ремілія Скарлет       | Нанесення шкоди супернику відновлює гравцеві невелику частину здоров'я.                                                                                     |
| Сніг яп. 雪                          | Ююко Сайгьоджі        | Удар по супернику призведе до втрати частини його карткової міри. Карти, втрачені таким чином, повертаються в колоду гравця.                                |
| Сліпий дощ яп. 天気雨                | Юкарі Якумо           | Неправильно заблоковані атаки ближнього бою призводять до миттєвого ґард крашу.                                                                             |
| Мжичка яп. 疎雨                      | Суйка Ібукі           | Усі спеціальні навички та картки навичок покращуються до 4 рівня.                                                                                           |
| Буря яп. 風雨                        | Ая Шямеїмару          | Швидкість ходьби та бігу збільшена; максимальна кількість повітряних ривків/польотів збільшена на один.                                                     |
| Гірська пара яп. 晴嵐                | Рейсен Удонґеїн Інаба | Рука карт прихована та визначається випадково. Ефект погоди припиняється, якщо будь-яка карта використана.                                                  |
| Річковий туман яп. 川霧              | Комачі Онодзука       | Коливає відстань між гравцями. |
| Тайфун яп. 台風                      | Іку Наґае             | Персонажі отримують суперброню та не отримують хітстан, а також не можуть блокувати.                                                                        |
| Аврора яп. 極光                      | Тенші Хінанаві        | Випадковий погодний ефект. |
| Безвітря яп. 凪                      | Санае Кочія           | Удар по супротивнику призводить до того, що на гравця світить лікувальний промінь.                                                                          |
| Крижаний пил яп. ダイヤモンド ダスト | Чірно                 | Ґраудтекінґ вимкнено; повалений персонажі отримує шкоду, встаючи.                                                                                           |
| Пилова буря яп. 黄砂                 | Хон Мейлін            | Атаки спричиняють контрудар. |
| Палюче сонце яп. 烈日                | Уцухо Рейуджі         | Коли гравець високо в повітрі, сила збільшується, але здоров'я знижується.                                                                                  |
| Мусон яп. 梅雨                       | Сувако Морія          | Атаки спричиняють удар об землю/стіну. |

## Сюжет
Таємничий велет блукає Ґенсокьо. Він раптово з'являється, і так само раптово зникає, ніби, безслідно. Кожен, хто його бачить, цікавиться і розмірковує над істиною цього дивного видовища. Санае Кочія, Чірно та Хон Мейлін мають свої страхи та мрії про велетня, і кожен вирушає на пошуки цього мандрівного чудовиська.
Досліджуючи Ліс Чарів, особняк багряної дияволиці та підсвіт, героїні стикаються з багатьма викликами та перешкодами у пошуках таємниці, яка набагато глибша, ніж здається на перший погляд.

## Персонажі
Як окрема гра, Touhou Hisoutensoku містить лише 9 персонажів (включаючи Велетенського Сома). Разом з персонажами з Scarlet Weather Rhapsody гра має загалом 20 персонажів.
- Санае Кочія (東風谷早苗) — Міко храму Морія. Вона одна з тих, хто помітив Хісотенсоку, що лютує по Ґенсокьо.
- Чірно (チルノ) — Льодяна фея туманного озера. Вона думала, що велетень, якого вона побачила — це великий йокай Дайдарабоччі.
- Хон Мейлін (紅美鈴) — Брамниця особняка багряної дияволиці. Їй сниться, що Велетенський Сом — це велетенська тінь, яка хоче, щоб його сили повернулися на землю та сіяли хаос.
- Рейму Хакурей (博麗霊夢) — Міко храму Хакурей.
- Маріса Кірісаме (霧雨魔理沙) — чарівниця, яка живе в Лісі Чарів і розіграла Чірно.
- Уцухо Рейуджі (霊烏路空) — оператор ядерного реактора у Пеклі Палаючих Вогнів.
- Пачулі Нолідж (パチュリー・ノーレッジ) — книжковий хробак, яка живе в особняку багряної дияволиці.
- Аліса Марґатроїд (アリス・マーガトロイド) — чарівниця-лялькарка, яка також живе в Лісі Чарів. Вона експериментувала з лялькою розміром з Ґоліята, що привернуло увагу Чірно. Вона є останнім босом на шляху Чірно.
- Сувако Морія (洩矢諏訪子) — одна з богинь храму Морія та останній бос на шляху Санае.

## Розробка
Як і в Immaterial та Missing Power і Scarlet Weather Rhapsody, ZUN з Team Shanghai Alice займався лише частиною гри, тоді як Twilight Frontier займався її більшістю. ZUN, окрім нагляду за розробкою, також забезпечив сюжетну, дизайн персонажів, іменами чарокарток та три нові композиції для гри. Повна версія була випущена на Comiket 76 15 серпня 2009 року.
На відміну від основних ігор Touhou, де ілюстрації персонажів малює ZUN, спрайти для діалогів та кінець в Touhou Hisoutensoku намальовані Alphes з команди Twilight Frontier, як і в Immaterial and Missing Power і Scarlet Weather Rhapsody.

## Саундтрек
Саундтрек гри було зібрано в альбом під назвою Thermonuclear Deity Hisoutensoku ~ Touhou Hisoutensoku ORIGINAL SOUND TRACK (яп. 核熱造神ヒソウテンソク 東方非想天則 ORIGINAL SOUND TRACK), проданий на Comiket 77 30 грудня 2009 року.